# استفی مودیدی
استفی مودیدی (انگلیسی: Stephy Mavididi؛ زادهٔ ۳۱ مهٔ ۱۹۹۸) بازیکن فوتبال اهل انگلستان است.
از باشگاه‌هایی که مودیدی در آن بازی کرده‌است می‌توان به باشگاه فوتبال چارلتون اتلتیک، باشگاه فوتبال آرسنال و باشگاه فوتبال یوونتوس اشاره کرد،
وی همچنین در تیم‌های ملی فوتبال زیر ۱۷ سال انگلستان و زیر ۲۰ سال انگلستان بازی کرده‌است.